# 목천 우씨
목천 우씨(木川于氏)는 충청남도 천안시 목천읍을 본관으로 하는 한국의 성씨이다. 시조 우방녕(于邦寧)은 고려 인종 때 상서좌복야(尙書左僕射)를 지냈다.

## 역사
목천 우씨 시조 우방녕(于邦寧)은 고려 인종과 의종 때 상서좌복야(尙書左僕射)를 지냈다. 
상서우복야(尙書右僕射) 우방재(于邦宰)의 아들 우학유(于學儒)는 의종 때 무인으로서 이의방(李義方) 등이 반란을 모의할 때 군대를 통솔해 달라는 권유에 불응하였다가 정중부가 집권한 후 신상이 위태로웠으나 집권층인 이의방의 누이와 결혼하여 무사하였으며 1179년에 동지추밀원사(同知樞密院事)에 올랐다. 우학유의 부인 전주 이씨는 조선 태조 이성계의 6대조인 이린의 누이이기도 하다.
우술유(于述儒)는 1186년(명종 11) 형부시랑(刑部侍郞)을 역임하고, 신종이 즉위하자 1197년 수사공 좌복야 판형부사(守司空左僕射判刑部事)가 되었으며, 1199년 중서평장사(中書平章事)로 치사(致仕)했다.
이후 목천 우씨는 우승경(于承慶)·우승지(于承志)로 나뉘어 일파를 이루었다. 우승경(于承慶)은 승진을 거듭하여 재상의 반열에 오르고 추밀원사를 거쳐 참지정사(參知政事)에 이르렀다.

## 기원
우(于)씨는 중국 하남(河南)에서 계출된 성씨로, 주(周)나라 무왕(武王)의 아들이 우(于) 땅에 봉해져서 후손들이 지명을 성(姓)으로 삼았다고 한다. 
《동국여지승람(東國輿地勝覽)》에 의하면 고려 태조 왕건(王建)이 후삼국을 통일하던 당시, 목천 지방의 백제 유민들이 순응하지 않고 백제 부활을 도모하자, 왕건이 이 지방민에게 우(牛; 소), 상(象; 코끼리), 돈(豚; 돼지), 장(獐; 노루) 등의 성을 주었는데, 후손들이 뒷날 우(于), 상(尙), 돈(頓), 장(長) 등으로 성을 회복하였다는 전설이 있다고 한다.

## 본관
목천(木川)은 충청남도 천안시(天安市) 목천읍 일대의 지명이다. 백제의 대목악군(大木岳郡)이었다. 757년(신라 경덕왕 16)에 대록군(大麓郡)으로 고쳐 금지현(金池縣)과 순치현(馴雉縣)을 관할하였다. 940년(고려 태조 23)에 목주(木州)로 개칭했으며, 1018년(현종 9)에 청주의 속현이 되었다. 1172년(명종 2)에 감무를 둠으로써 독립하여 연기현(燕岐縣) 감무를 겸하였다. 조선 태종 때에 연기현이 분리 독립하였다. 1413년(태종 13)에 목천현이 되어 조선시대 동안 유지되었다. 1895년(고종 32) 지방제도 개정으로 목천군이 되었으나 1914년 군면 폐합으로 목천군은 폐지되고 목천면으로 축소되어 천안군에 편입되었다. 2002년 1월 1일 목천면에서 목천읍으로 승격했다.

## 인물
- 우방재(于邦宰) : 1135년(인종 13) 서경(西京)에서 묘청(妙淸) 등이 반란을 일으켰을 때 장군으로 있으면서 이를 진압하는 데 공을 세웠다. 1153년(고려 의종 7) 형부상서에 제수되었으며, 뒤에 벼슬이 상서좌복야에 이르렀다.[2] 우방재의 딸은 검교군기감(檢校軍器監)을 지낸 목천 장씨(木川張氏) 장린(張麟)과 혼인하였는데, 장린의 아들 장윤문(張允文; 장백목(張百牧)으로 개명)은 외할아버지 우방재의 문음으로 의종 때 과거에 급제한 후 국자감대사성(大司成)을 역임하는 등 문신으로 활동하였다.

- 우학유(于學儒, ？ ∼ 1179년) : 우복야(右僕射) 우방재(于邦宰)의 아들이다. 뜻이 크고 기개가 있어 의종·명종 양조에 숙위(宿衛)하였는데, 오직 충성과 근실로써 임무를 다하였다. 이고(李高)·이의방(李義方) 등이 난을 도모하면서 군사를 통솔할 자를 의논하는데 모두 말하기를 “지금 우공(于公)을 두고 다시 어떤 사람이 있겠는가？”라고 하여 우학유의 집에 가서 일을 의논하자, 우학유가 말하기를 “공(公)의 뜻은 장하나 나의 아버지가 항상 나에게 말하기를 ‘무관이 문관에게 굴한 지 오래이라 어찌 분하지 않겠으며 그들을 제거함은 썩은 것을 부러뜨림과 같이 쉬운 일이기는 하나, 문관이 해를 당하면 화가 우리들에게 돌아올 것이 너무나 명백하니 너는 이를 삼가야 한다.’라고 하셨으니, 나의 아버지는 비록 세상을 떠났지만 말씀은 아직 귀에 남아 있으므로 죽는 한이 있더라도 좇지 못 하겠소.”라고 거절하였다. 무신정권이 집권한 후 신상이 위태로웠으나 집권층인 이의방의 누이와 결혼하여 무사하였다. 1172년(명종 2)에 금오위상장군(金吾衛上將軍)으로 서북면병마사가 되었다. 1179년에 벼슬이 동지추밀원사(同知樞密院事)에 올랐다.[3]

- 우술유(于述儒) : 고려 중기의 문신. 1186년(명종 11) 형부시랑(刑部侍郞)으로서 사은사(謝恩使)가 되어 금나라에 다녀왔으며, 1197년(신종 즉위) 수사공 좌복야 판형부사(守司空左僕射判刑部事)가 되고, 1199년 중서평장사(中書平章事)로 치사(致仕)했다.[4]

- 우광유(于光儒) : 고려 희종 때 내전숭반(內殿崇班)을 거쳐 권지합문지후(權知閤門祗侯)로 승진하였으며, 최충헌의 측근으로 활동하였다.

- 우승경(于承慶) : 고려 중기의 재상. 1196년(명종 26) 최충헌(崔忠獻)이 이의민(李義旼)을 제거한 직후에 대장군으로서 우승선에 임명되었다. 다음해에도 궁궐의 이빈문(利賓門) 밖 서쪽 행랑의 기둥에 구멍이 팬 사건이 일어나자, 무신들은 동반(東班이 서반(西班)을 저주하여 일으킨 일이라고 하여 분개하였으나 홀로 이들을 설득하여 진정시켰다. 1202년(신종 5) 승선으로 있으면서 총재(冢宰)이던 최선(崔詵)과 함께 예빈성(禮賓省)에 나아가 역관을 선발하였으며, 같은해에 지주사(知奏事)가 되었다. 이후 승진을 거듭하여 재추의 반열에 오르고 추밀원사를 거쳐 참지정사(參知政事)에 이르렀다.[5]

- 우필흥(于必興) : 1357년(공민왕 6) 사천소감(司天少監)으로 있을 때 『옥룡기(玉龍記)』의 도참설을 인용하여 "우리나라는 백두산에서 시작하여 지리산에서 마쳤으니 그 형세가 물［水］을 뿌리로, 나무를 줄기로 한 땅인지라 흑(黑)으로 부모를 삼고 청(靑)으로 몸을 삼았으니 만약 풍속이 땅에 순응하면 창성하고 땅을 반역하면 재변이 일어날 것이므로, 지금부터 문무백관은 흑의청립(黑衣靑笠), 중은 흑건대관(黑巾大冠), 여자들은 검은 비단을 입게 하고, 모든 산에는 소나무를 심어 무성하게 하고, 그릇은 모두 유기(鍮器)·동기(銅器)·와기(瓦器)를 사용하여 풍토(風土)에 순응하게 하라"는 소를 올림으로써 시행하게 하여 명망을 떨쳤다.

### 현대 인물
- 우인회(于仁會, 1951년 ~ ) : 정의당 중앙선거관리위원장
- 우종필(于宗必, 1970년 ~ ) : 세종대학교 경영학부 교수

## 인구
- 1985년 282가구 1,270명
- 2000년 1,047가구 3,264명

## 같이 보기
- 목천 장씨(木川 張氏)
- 목천 상씨(木川 尙氏)
- 목천 돈씨(木川 頓氏)

## 참고 자료
- 뿌리찾기운동본부 편저 (1998년 4월 25일). 《한글판 우리집의 족보》. 서울: 민중서원. 부록 10쪽쪽.